# Nils Gustaf Lavin
Nils Gustaf Lavin, född 6 mars 1858 i Göteryds församling, Kronobergs län, död 11 juli 1936 i Markaryds församling, Kronobergs län, var en svensk folkmusiker.

## Biografi
Nils Gustaf Lavin föddes 1858 på Ekenäs i Göteryds socken. Han var son till Johan Petter Lavin, som var violinist och klarinettist. Lavin lärde sig spela i unga år av sin far. Han lärde sig de flesta låtarna av sin far och hans två bröder Erik Lavin och Johannes Lavin "Hanse". Lavin kom att arbeta som mjölnare och lantbrukare på Högaholma i Markaryds socken. Han avled 1936 i Markaryds socken.

## Upptecknade låtar
Upptecknade låtar år 1932 av Olof Andersson efter Lavin.
- Vals i D-dur, efter Erik Lavin.[3]
- Polska i D-dur, efter Johan Petter Lavin.[3]
- Polska i D-dur, efter Johan Petter Lavin.[3]
- Vals "Bredals vals" i D-dur, efter Anders Bredal.[3]
- Polska i G-dur, efter Johan Petter Lavin.[3]
- Visa i D-dur.[3]
- Vals i D-dur, efter Johan Petter Andreasson.[3]
- Polska i G-dur, efter Johannes Lavin.[3]
- Anglais "Brännvinspolska" i D-dur, efter Johan på Hassen.[3]
- Anglais i D-dur, efter Sjöström.[3]
- Anglais "Brännvinspolska" i D-dur, efter Thorsjö.[3]
- Vals i D-dur, efter Erik Lavin.[3]